# Suleyman bey Sulkevich
Suleyman bey Sulkevich (en bielorruso: Мацей Аляксандравіч Сулькевіч, asimismo, Mammad bey Sulkevich, (del ruso: Мамед бек Сулькевич); 20 de julio de 1865, Kemeishi, distrito de Lida, provincia de Vilna / distrito de Voranava, región de Grodno, Bielorrusia - 15 de julio de 1920, Bakú, Azerbaiyán) jefe militar ruso-azerbaiyano, teniente general (1915), estadista tártaro de Crimea, jefe del Estado Mayor de la República Democrática de Azerbaiyán. Por su nacionalidad es tártaro bielorruso lituano.

## Vida

### En ejército ruso

Escudo de armas de la familia.

Suleyman bey Sulkevich se graduó en el cuerpo de cadetes Mikhaylovski en Voronej y de la escuela de artillería Mikhaylovski en Petersburgo, más tarde continuó su servicio en la unidad militar de Odessa como oficial superior. El 3 de octubre de 1888, ingresó en la Academia Rusa del Estado Mayor con el rango de teniente.
En 1899 Sulkevich fue ascendido a teniente coronel y recibió la orden de San Estanislao y fue nombrado ayudante general de la unidad militar de Odessa. Participó en la Guerra Ruso-Japonesa de 1904-1905 y fue condecorado con las órdenes de Santa Ana de segundo grado y San Vladimiro de cuarto grado por sus servicios.
En 1910 ascendió a general de división y fue promovido al puesto de intendente general de la unidad militar de Irkutsk. En 1912 se le confió el puesto de jefe de Estado Mayor del séptimo cuerpo del ejército. El 26 de abril de 1915 Suleyman bey fue ascendido al rango de teniente general. Fue el comandante del primer cuerpo musulmán creado durante la Primera Guerra Mundial.

### En Crimea
Tras el derrocamiento del gobierno zarista, Sulkevich llegó a Crimea en 1918 y fue elegido presidente y ministro del Interior y del ejército del gobierno de Crimea establecido el 25 de junio de 1918. El 15 de noviembre de 1918, después de la retirada de las tropas alemanas de Crimea entregó el poder a Solomon.

### En Azerbaiyán
En marzo de 1919 Sulkevich llegó a Azerbaiyán. Desde entonces ha sido conocido en Azerbaiyán como Mammad bey Sulkevich. Con el nombramiento de Sulkevich como Jefe de Estado Mayor de la República Democrática de Azerbaiyán, el 19 de marzo de 1919, la formación de las tropas nacionales de Azerbaiyán se aceleró y su preparación para el combate mejoró significativamente. Se crearon escuelas de sargentos, se desarrollaron programas y tablas de preparación para combates, se incrementó la atención en la organización de tropas y de inteligencia bajo su liderazgo. Se logró crear un grupo de 50-80 personas para estudiar los cañones ingleses según el acuerdo firmado con el comando de las fuerzas inglesas en Bakú. Las clases en este grupo las impartían los oficiales ingleses.
Para aumentar la preparación artillada de las tropas, Sulkevich en mayo de 1919 planteó la cuestión del suministro de puntos de fuego ante los jefes de las guarniciones de Ganja, Khankendi, Sheki, Zagatala, Gusar y Bakú. Se establecieron instrucciones metódicas y directrices para la preparación artillera. Uniformes de los oficiales y cadetes en las escuelas militares, así como las tareas realizadas en dirección de la preparación del plan de movilización en el país se llevaron a cabo bajo la dirección de Sulkevich. Mientras que aumentaba el peligro de Denis, la organización del sistema de protección de Bakú, defensa de Bakú del mar y terrestre, sistemas de defensa de Absheron y de fronteras del Sur fue una de las tareas significativas que realizó Sulkevich. La idea de militarizar e involucrar a algunos de los barcos comerciales y de transporte del puerto de Bakú en la defensa de la ciudad también pertenecía a él.
Instrucciones sobre la protección de las líneas ferroviarias en caso de movilización, la ubicación de las tropas en caso del despliegue de agresión del Ejército voluntario y de Armenia en Azerbaiyán, los planes de creación del comando de retaguardia en Ganja en caso del comienzo de la guerra y otros documentos importantes fueron elaborados por Sulkevich.
En enero de 1920 Sulkevich sugirió propuestas concretas para involucrar a los pilotos militares de Azerbaiyán en combates, en aviones de Georgia, con el fin de abolir los grupos armados de armenios y dashnaks y tomó medidas para estabilizar la situación en Karabaj y reforzar las tropas. El 17 de febrero de 1920 Sulkevich, que fue desmovilizado del ejército por su propia petición fue nombrado presidente de la comisión interdepartamental que aceptaba armas y suministros de los restos del ejército voluntario que partía hacia Rusia cruzando Bakú. Después de la invasión de abril de 1920 Sulkevich fue arrestado por los bolcheviques y sentenciado a muerte. El 15 de julio de 1920 fue asesinado a tiros en la prisión de Bayil.
Mammad Amin Rasulzadeh en su libro describe los últimos momentos de la vida de Suleyman bey Sulkevich así:...Mehmet Ali Bey, que estaba con él, decía: “Al general le ordenaron seguir a los chekists. Entendimos que llegó la hora de su muerte. No nos atrevimos a mirarle, no pudimos encontrar las palabras adecuadas. El general Sulkevich dio un paso al frente y dijo en voz baja, pero con voz segura, nunca lo olvidaré: "Estoy feliz de morir como soldado del ejército musulmán. ¡Adiós!”